# Gabriel Makoso
Gabriel Makoso was een Congolees journalist en een van de stichtende leden van de Mouvement National Congolais. Hij werd kort na de onafhankelijkheid van Congo (in juni 1960) hoofdredacteur van Le Courrier d'Afrique (Couraf in de volksmond), uitgegeven in Léopoldville. In maart 1960 werd hij verkozen tot voorzitter van de Association des Journalistes Professionnels, de latere Association de la Presse Congolaise (de naamswijziging werd doorgevoerd op 13 augustus 1963).
In 1964 ontving Makoso de Golden Pen of Freedom Award, maar hij was zeker geen onbesproken figuur. Hij werd tijdens zijn carrière meermaals gearresteerd, o.m. door Patrice Lumumba, die meteen ook Le Courrier d'Afrique liet sluiten. In 1961 trok Russell Howe van The Washington Post van leer tegen "Couraf and its acid-penned editor".